# Conus cepasi
Espèce
Statut de conservation UICN

 VU D2 : Vulnérable
Conus cepasi est une espèce de mollusques gastéropodes marins de la famille des Conidae.
Comme toutes les espèces du genre Conus, ces escargots sont prédateurs et venimeux. Ils sont capables de « piquer » les humains et doivent donc être manipulés avec précaution, voire pas du tout.

## Description
La taille de la coquille varie entre 25 mm et 50 mm.

### Niveau de risque d’extinction de l’espèce
Selon l'analyse de l'UICN réalisée en 2011 pour la définition du niveau de risque d'extinction, l'aire de répartition de cette espèce est limitée à une longueur de 20 km de côte. Des prospections pétrolières ont été effectuées le long de la côte angolaise et l'exploration pétrolière pourrait avoir un effet sur la côte angolaise dans le futur, mais il n'y a pas de développement actuel de ces activités. En raison de la taille de son aire de répartition et de sa vulnérabilité aux menaces pesant sur son habitat, cette espèce a été évaluée comme Vulnérable D2.

## Taxonomie

### Publication originale
L'espèce Conus cepasi a été décrite pour la première fois en 1975 par le malacologiste portugais Herculano Trovão (d),.

### Synonymes
- Conus (Lautoconus) cepasi Trovão, 1975 · appellation alternative
- Varioconus cepasi (Trovão, 1975) · non accepté

## Identifiants taxonomiques
Chaque taxon catalogué par les bases de données biologiques et taxonomiques possède un identifiant qui permet d'établir un point de référence. Les identifiants de Conus cepasi dans les principales bases sont les suivants :
CoL : XX59 - GBIF : 5728136 - iNaturalist : 98354 - IRMNG : 11863060 - TAXREF : 100041 - UICN : 5270 - WoRMS : 405000